# Bombus weisi
Bombus weisi är en biart som beskrevs av Heinrich Friese 1903. Bombus weisi ingår i släktet humlor, och familjen långtungebin. Inga underarter finns listade.

## Beskrivning
Bombus weisi är en humla med lång, tät päls som är svart på huvudet, mitten av mellankroppen och tergiterna 4 till 6 samt ibland på sidorna av mellankroppen och tergit 3. I övrigt är pälsen gul, även om drottningen kan ha en inblandning av vita hår kring antennfästena, och röda hår på tergit 1 till 3. Hanarna har vanligtvis röd päls på tergit 7 (som inte finns hos honorna); även dessa kan ha inblandade vita hår på ovandelen av ansiktet, men till skillnad från honorna är de lika långa som de svarta. Kroppslängden är 17 till 18 mm hos drottningen, 12 till 15 mm hos arbetarna och omkring 12 mm hos hanarna.

## Ekologi
Arten är en höglandsart som förekommer på höjder mellan 1 800 och 3 000 m, speciellt i tallskog och ekskog. Den kan emellertid förekomma även i andra naturtyper, som tropisk, torr skog och andra torra biotoper. Humlan är aktiv året om.

## Utbredning
Arten förekommer i Mexiko (Distrito Federal samt delstaterna Chihuahua, Hidalgo, México, Sinaloa, Chiapas, Guerrero, Jalisco, Michoacán de Ocampo, Morelos, Oaxaca, Puebla, San Luis Potosi, Tlaxcala och Veracruz), Costa Rica, Guatemala samt Honduras.

## Bevarandestatus
Populationen är stabil, och Internationella naturvårdsunionen (IUCN) har därför klassificerat arten som livskraftig (LC). Dock har vissa hot registrerats, som habitatförlust till följd av ökad jordbruksverksamhet och kreatursdrift samt användning av bekämpningsmedel. I mindre grad hotas arten också av byggnation, gruvdrift samt smitta och konkurrens från kommersiellt uppfödda, främmande bin (främst Bombus impatiens) avsedda för pollinering av fruktodlingar.